# Jech Chentic
Jech Chentic är en ort i Mexiko.   Den ligger i kommunen Zinacantán och delstaten Chiapas, i den sydöstra delen av landet, 700 km öster om huvudstaden Mexico City. Jech Chentic ligger 2 289 meter över havet och antalet invånare är 892.
Terrängen runt Jech Chentic är kuperad åt nordost, men åt sydväst är den bergig. Runt Jech Chentic är det tätbefolkat, med 459 invånare per kvadratkilometer. Närmaste större samhälle är San Cristóbal de las Casas, 10,3 km öster om Jech Chentic. Omgivningarna runt Jech Chentic är en mosaik av jordbruksmark och naturlig växtlighet.